# Louis Niedermeyer
Abraham Louis Niedermeyer (Nyon, Suiza, 27 de abril de 1802 - París, Francia, 14 de marzo de 1861) fue un compositor y profesor franco-suizo. Compuso principalmente música sacra, pero también algunas óperas. Como profesor, se hizo cargo de la École Choron, debidamente renombrada como École Niedermeyer, una escuela para el estudio y la práctica de la música sacra, donde estudiaron varios músicos franceses eminentes, incluyendo a Gabriel Fauré y André Messager.

## Biografía

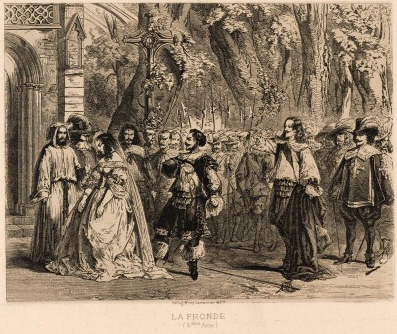
Escena del cuarto acto de la ópera La Fronde, de Louis Niedermeyer.

Louis Niedermeyer nació en Nyon (Suiza) el 27 de abril de 1802. Estudió piano en Viena con Ignaz Moscheles y composición con Emanuel Aloys Förster. Además, estudió en Roma con Vincenzo Fioravanti (1819) y en Nápoles con Nicola Antonio Zingarelli. Durante su estancia en Roma, conoció a Gioachino Rossini, entablaron amistad e instó a la producción de algunas de las óperas de Niedermeyer. Su primera ópera, Il reo per amore, se estrenó en Nápoles en 1820 con cierto éxito.
Como Rossini, Niedermeyer se instaló en París a la edad de 21 años, en 1823, y allí, en años posteriores, se estrenaron cuatro óperas más, aunque con poco éxito: La casa nel bosco (28 de mayo de 1828), Stradella (3 de marzo de 1837), Marie Stuart (6 de diciembre de 1844) y La Fronda (2 de mayo de 1853).
Niedermeyer también colaboró con su amigo Rossini en el montaje de Robert Bruce (1846), el tercer y último pastiche de Rossini; Niedermeyer «proveyó todos los textos en francés de suma importancia con sus característicos timbre y armonías». Después de estos intentos por realizar una carrera operística, Niedermeyer se dedicó principalmente a la música vocal sacra y profana. En octubre de 1853, se reorganizó y volvió a abrir la escuela, entonces conocida como la Ecole Choron (por Alexandre-Étienne Choron, que había muerto en 1834). Su nombre se cambió a École Niedermeyer. A pesar de que ha tenido más cambios de nombre, la escuela sigue abierta.
Su música sacra se mantuvo en uso en Francia y en otros lugares en el siglo XX. Aunque estudió en Austria e Italia, generalmente se lo describe hoy como un compositor francés debido a su país de residencia escogido. Murió en París el 14 de marzo de 1861.